# Alexandre el Carboner
|  | Per a altres significats sobre Carbonara, vegeu «Sant Alexandre». |

Alexandre el Carboner o de Comana (Comana del Pont, Turquia, final del segle ii - ca. 251) fou un bisbe a l'Àsia Menor. Era de professió carboner. És venerat com a sant per diverses confessions cristianes.
Hauria sigut un home virtuós que vivia modestament del seu ofici de carboner a Comana del Pont, a l'Àsia Menor (actual Gumenek a Turquia), i en morir-ne el bisbe, el poble va demanar a Gregori Taumaturg que en nomenés un de nou. Gregori va rebutjar els candidats presentats i quan ho va explicar al·legant que cap d'ells tenia prou virtuts, un ciutadà va cridar que fes bisbe Alexandre, el carboner, que era conegut per la seva virtut, humilitat i caritat. Gregori se n'informà i va decidir de nomenar-lo; quan el va presentar vestit de sacerdot el poble el va acceptar. Fou anomenat «filòsof»: la seva filosofia, però, era preferir les coses celestials a les terrenals. Alexandre va dirigir encertadament la seu fins a la persecució de Deci el 251, en què hauria sigut martiritzat i mort a la foguera.
Només és conegut per la referència que hi fa Gregori de Nissa en un sermó dedicat a Gregori Taumaturg. És venerat com a sant, amb festa litúrgica l'11 d'agost.